# 本·威尔金斯
本·威尔金斯（英語：Ben Wilkins），英国重录音混音师。他因爆裂鼓手赢得了奥斯卡最佳音响效果奖。自1991年起，曼参与了近150部电影的制作。

## 部分影视作品
- 爆裂鼓手 (2014)[1]
- Desterted（英语：Deserted (2016 film)） (2016)
- 66/67年的Mansfield（英语：Mansfield 66/67） (2017)